# Der Turm der Beständigkeit
Der Turm der Beständigkeit ist eine Novelle von Gertrud von le Fort, die 1957 im Insel-Verlag in Wiesbaden erschien.
Die Marquise Reinette – Mätresse des Königs – befreit ihren Geliebten, den Prinzen von Beauvau, aus dem Kerker.

## Inhalt
In Begleitung eines Kaplans sucht der Prinz von Beauvau 1768 in seiner Eigenschaft als Gouverneur den Turm der Beständigkeit auf. Das ist ein Verlies in Aigues-Mortes, in dem seit Jahrzehnten Hugenotten gefangen gehalten werden. Als der Prinz des Elends gewahr wird, lässt er sofort alle hugenottischen Gefangenen frei. Der Kaplan macht den Prinzen darauf aufmerksam, dass er seine Kompetenz überschritten hat. Denn eine Vollmacht, vom König unterzeichnet, liegt nicht vor. Der selbstsichere Prinz will seine Autorität als Gouverneur gewahrt wissen und nimmt den spontan gegebenen Befehl nicht zurück. Beauvau meint, ein Mann wie er, der bei Hofe aufgestiegen ist, nachdem er schweren Herzens die Geliebte dem König als Mätresse überlassen hat, kann nicht anders. Überdies will sich der Prinz, der sich mehrfach „Freidenker“ nennt und Voltaire anhängt, nicht von einem katholischen Geistlichen bevormunden lassen. Und schließlich hatte der Ausruf einer der Gefangenen einen starken Eindruck auf Beauvau gemacht; ihn geradezu wachgerüttelt. Mit dem Ruf „Résistez!“ hatte die Hugenottin Marie Durand zwei weibliche Mitgefangene vom Winseln um Gnade abgebracht.
Wieder bei Hofe, versucht der Prinz über Reinette nachträglich die oben genannte Genehmigung des Königs zu erhalten. Schließlich hat er dem Festungskommandanten in Aigues-Mortes sein Ehrenwort gegeben: Das diesbezügliche Schreiben des Königs wird umgehend zugestellt werden.
Betroffen muss der Prinz zur Kenntnis nehmen, dass alle Schritte, die er in Paris unternimmt, um das Dokument zu erhalten, ohne Wirkung bleiben. Die Mätresse des Königs hat andere Sorgen, sieht sich außerstande und verweist den Geliebten an den Jesuiten Pater Laroche. Der Pater meint, dem Prinzen werde der Prozess gemacht. Der Geistliche gibt sich selbst als Verfolgter der Staatsgewalt und rät dem Besucher, Frankreich sofort zu verlassen. Als der eigensinnige Prinz dies ablehnt, verweist ihn der Pater an die Marquise zurück. Der Prinz von Beauvau hat aber eine bessere Idee. Er wendet sich an seine Freunde, die Philosophen. Leider befindet sich Voltaire gerade außer Landes. Ein Buch Voltaires ist unlängst vom Henker verbrannt worden. Die Herren können nicht helfen. Also begibt sich der Prinz zu später Stunde nach Versailles und dringt zu Reinette vor. Die Dame erwartet im Nachtkleid den König. Wie unpassend! Da erscheint auch schon der Herrscher im Negligé. Der Prinz darf sein Anliegen vortragen. Der König weiß bereits Bescheid. Der Kaplan hat dem Erzbischof von Paris Meldung von den Vorgängen in Aigues-Mortes gemacht. Auch der Herrscher rät dem Prinzen, das Land schnellstens zu verlassen. Denn ein Prozess gegen den Prinzen erscheint unabwendbar. Die Aufhebung des Edikts von Nantes ist unabänderlich. Selbst der König kann gar nichts ausrichten. Beauvau erinnert sich des Ausrufs „Résistez!“, geht nach Aigues-Mortes und lässt sich vom dortigen Kommandanten im Turm der Beständigkeit einkerkern.
Der Prozess gegen den Prinzen wird zwar eingeleitet, aber vom König niedergeschlagen. Reinette hatte die Gunst des Herrschers wiedergewinnen können. Der Prinz von Beauvau wird vom König ohne Bedingungen begnadigt und kommt frei.

## Form
Der Erzähler nennt sich „Chronist“. Der Name des Königs und der Klarname von Reinette werden nicht genannt. Gertrud von le Fort teilt gegen Textende mit, die Geschichte ende hier und sie begebe sich nun auf unsicheres Terrain, die noch mitzuteilenden Fakten betreffend.

## Hörspiel
- 1959: Der Turm der Beständigkeit. Bearbeitung (Wort): Paul Hübner; Regie: Jürgen Petersen.

Sprecher:
- Günther Kind: Der Prinz von Beauvau
- Karl Luley: Der Abbe
- Martin Hirthe: Der Kommandant
- Ellen Daub: Marie Durand
- Marianne Kehlau: Die Marquise
- Raoul Wolfgang Schnell: Der Pate
- Richard Münch: Der König
- Herbert Ebelt: Diener
- Robert Seibert: Hofmeister
- Erwin Scherschel: Kutscher
- Kurt Singotta: Sprecher
- Armas Sten Fühler: Voltaire

Produzent: HR. Erstsendung: 27. März 1959. Abspieldauer: 44'10 Minuten.